# 貓湯
《貓湯》（日语：ねこぢる草）是一部日本動畫短片，導演是佐藤龍雄，故事根據漫畫家橋口千代美的漫畫改編。《貓湯》是一部超現實及黑色喜劇動畫，描述一隻擬人化的貓尋找因生病而死亡的姊姊的靈魂。
本片於2001年2月21日以OVA的方式發行。

## 劇情
喵太（にゃっ太）是一隻貓，他與姊姊及父母住在一起。他姊姊因為臥病在床，靈魂被死神帶走。喵太拼死從死神手中搶回姊姊的半個靈魂，可是姊姊在睜開眼睛後卻變成行屍走肉。喵太為了找回姊姊另一半靈魂，於是帶著姐姐踏上了旅程。
在這次旅途當中，他們首先來到一個奇特的馬戲團，並且遇到大洪水。喵太與姊姊及一隻豬一起搭上小船，為了獲得食物，喵太於是割下這隻豬的某部分肉來充饑。動畫中出現的豬被描繪成有著分割成不同部分的身體。而每個部位上都寫著不同的簡單的日文字。喵太割下了里肌肉的部分並且做成炸豬排和姊姊一起享用。這隻豬沒有死掉，而是被喵太逼迫載著他們越過沙漠。最後這隻豬在半路累倒了。喵太最後不小心扯下了這隻豬的手臂。喵太與姐姐後來遇到了想把他們燉成貓湯的人，但是喵太識破他的企圖，與姐姐一起逃走。他們隨後越過沙漠，並且遇到一頭大象。神後來出現在故事中，祂將齒輪加速、倒轉，任意操弄時間。最後喵太在蝴蝶的引導下終於找到了花朵，成功喚回姊姊的另一半靈魂。
在最後的場景中，神的餐盤上出現了地球，而喵太的家人在他上廁所的時候消失蹤影，電視螢幕也沒有畫面。這也許暗示著當神把地球吃完時人類或任何生靈也必定滅亡。
故事的最後，也許暗示著喵太或許在一開始就在家裡的浴缸裏淹死了。這一切可能只是他瀕死時的夢境。夢中出現的東西也對應到動畫中很多小細節，例如喵太和姊姊一起去馬戲團時遇到的馬戲團裡的怪鳥，其實是在某一幕姊姊病倒躺臥在床的時候姊姊身旁的故事書封面的那隻鳥。一出門時穿著紅色高跟鞋的女人，和城堡裡想把他們熬成貓湯的人所養的那隻大鳥一樣也穿著紅色高跟鞋。海邊看到的長腿鳥，其實是在某一幕爸爸躺著喝酒時旁邊牆壁上的日曆上所出現的鳥是一樣的。而鯨魚馬戲團，則出現在他家廁所的壁畫上。

## 獲獎及評價
- 獲選2001年第5屆日本新媒體動漫藝術節動畫部門優秀獎。[1]
- 獲選2001年幻想影展獲得最佳短片獎
- 獲選2003年紐約動畫短片及錄影帶世界博覽會銀獎[2]。

《貓湯》在互聯網電影數據庫獲得7.7分的評價。

## 外部連結
- Cat Soup via Internet Archive
- 互联网电影数据库（IMDb）上《Cat Soup》的资料（英文）
- AllMovie上《Cat Soup》的资料（英文）
- Cat Soup reviewed by Beyond Hollywood
- 貓湯（動畫）在動畫新聞網百科全書中的資料（英文）